# روجر دوغواي
روجر دوغواي هو سياسي كندي، ولد في 19 سبتمبر 1963 في . نشط حزبياً في الحزب الديمقراطي في نيو برونزويك ‏ والحزب الديمقراطي الجديد.